# Il Lercio
(Bruce Robertson nell'incipit de "Il Lercio".)
Il Lercio (Filth) è il terzo romanzo di Irvine Welsh, pubblicato nel 1998, ed incentrato sulle tribolazioni di un deplorevole agente di polizia di Leith, Bruce Robertson. È il sesto libro del capofila della cosiddetta "chemical generation".

## Stile
Redatto con il tipico stile cinico ed aggressivo di Welsh, il romanzo si dipana attraverso tre distinti piani  di narrazione: il dettagliato resoconto in prima persona della giornata tipo di Robertson, trascorsa tra bevute al pub, i suoi "giochini" (elaborati e crudeli tiri mancini a colleghi ed amici), consumo di droga ed altre varie attività laide, irrimediabilmente intersecate con le sue indagini su d'un particolare caso d'omicidio avvenuto in città di cui gli è stato affidato la risoluzione; il monologo interiore di Carole, ex moglie di Robertson (successivamente rivelatosi lo stesso poliziotto in un delirante scenario en travesti), parallelo, nell'impostazione e negli intenti, alla narrazione portata avanti dal suo ex marito; ed infine la singolare presenza a piè di pagina d'un verme solitario, ospite dell'intestino del corrotto poliziotto, rappresentato nel libro con un particolare carattere tipografico dalla vaga forma tubolare e reminiscente delle sperimentazioni grafiche di Alasdair Gray, inizialmente costituito dalla sola parola "mangia" più volte reiterata, per poi, man mano che si prosegue con la lettura, composta da periodi compiuti e complessi, dal vago sapore esistenzialistico, che gettano luce sull'oscuro passato di Robertson e sui suoi pensieri più intimi.

## Trama
Nelle strade della gelida e cinica Edimburgo il violento e corrotto sergente della polizia locale Bruce "Robbo" Robertson, amante di cocaina, prostitute, birra, whiskey, heavy metal, junk food e film pornografici, abile truffatore, umiliatore, stupratore e traditore, è l'archetipo del male assoluto, il lercio, l'incarnazione massima della ferocia umana; tuttavia agli occhi suoi ed altrui è un vincente, "il più in gamba di tutti". È un conservatore estremo, sessista, razzista ed omofobo, fa parte di una tipica loggia massonica scozzese, aspira ad un'ambita promozione, detesta i suoi colleghi ed il suo decadente fisico è logorato da un eczema che gli divora i genitali. 
Mentre il lettore sprofonda nell'estremo squallore del suo quotidiano, Robbo indaga sul brutale assassinio di un giovane ragazzo di colore, nonostante il suo lavoro sia ostacolato dalla diagnosi di un verme solitario, che si rivelerà presto molto più di una semplice malattia: infatti il verme, la cui voce si affianca alla narrazione del protagonista, rappresenta il lercio grido disperato ed annichilito dell'anima lacerata di Bruce Roberston, l'unico in grado di capirlo, ripercorrendo le tappe del suo buio, tragico e sporco passato e rivelando la vera natura del "filth".
Nato primogenito da una famiglia di minatori, Bruce è osteggiato e disprezzato da chiunque incontri e picchiato e maltrattato da suo padre, mentre nei confronti di suo fratello minore Stevie i genitori nutrono grande amore, finendo per spingere il piccolo Robbo, divorato dal livore e dall'umiliazione, ad uccidere il fratellino, gettandolo giù da una montagna di carbone e seppellendolo con un'enorme massa di minerale. Bruce viene così allontanato dai suoi genitori e si trasferisce da sua nonna, donna depressa e straziata, in un altro villaggio, dove conosce la bellissima Rhona, il primo (e unico) amore della sua vita, con la quale si fidanzerà ed avrà i primi rapporti sessuali, dimostrando così a se stesso e agli altri la sua superiorità, oggetto di vanto ed orgoglio per lui e di senso di inferiorità e mediocrità per i suoi coetanei. La ragazza viene però tragicamente uccisa da un violento fulmine durante una tempesta. Una volta divenuto anch'egli un minatore, scopre di essere figlio di un altro uomo, un crudele e malato stupratore noto come "la Bestia", che, stuprata la madre, la mise incinta e questa partorì appunto il terribile ed infame Bruce Robertson, "il figlio della bestia". Successivamente egli entra a far parte del corpo della polizia inglese a Londra, dove sposa Carole: con lei, poco prima di divorziare, avrà la sua unica figlia Stacey. In seguito si trasferisce dapprima in Australia e poi definitivamente ad Edimburgo, nel malfamato quartiere di Leith. Nonostante trascorra una vita normale, Robbo sente la necessità di dare sfogo all'impulso di fare del male, di far soffrire, umiliare e torturare, per colmare il suo vuoto interiore ricollegando i pezzi infranti della sua anima dannata, fino ad uccidere a martellate il ragazzo nero su cui avrebbe in seguito "indagato", perché divenuto l'amante di sua moglie Carole.
Nel frattempo viene aggredito da un gruppo di spietati delinquenti collegati indirettamente con l'omicidio del giovane: ne ferisce brutalmente uno, ma la tremenda condizione fisica in cui si ritrova dopo il pestaggio, specchio dello squallore esistenziale, etico e morale in cui si trova, lo rende oramai un rifiuto umano, senza promozione, senza dignità, amore e persone vicine, non più un uomo superiore e trionfante, ma un'anima vuota e spenta immersa in un buio esistenziale che ha trovato nella violenza l'unico e fioco barlume da cui trarre una luce. Robbo si impiccherà davanti agli occhi increduli e straziati della figlia e dell'ex-moglie, uccidendo sé stesso ed il verme solitario (l'ultimo bagliore di coscienza e amore) dentro di lui.

### Personaggi
- Bruce Robertson: Il protagonista della vicenda, incarnazione dei peggiori mali della società a detta dell'autore, tanto da essere tifoso dell'Hearts a differenza di tutti gli altri protagonisti dei suoi romanzi.
- Ray Lennox: il più giovane del reparto di Robertson, suo collega e partner in azione. È lui ad ottenere, nel finale, l'ambita promozione. È anche il protagonista di un altro romanzo di Welsh, Crime.
- Robert Toal: Il superiore di Bruce, aspirante sceneggiatore.
- Peter Inglis: Un collega di Bruce, da lui sospettato essere omosessuale.
- Amanda Drummond: L'unica collega donna di Bruce, che disapprova apertamente il suo stile di vita venendone ricambiata
- Gus Bain: Altro collega di Bruce, il più anziano del suo reparto.
- Carole: L'ex moglie di Bruce. Per gran parte del libro, si crede sia uno dei narratori, ma si scopre infine essere soltanto una parte della personalità di Robertson.
- Stacey: La figlia di Bruce.
- Clifford Blades, "Bladesey": Un compagno della loggia massonica di cui Bruce fa parte. Insicuro e nevrotico, i suoi problemi di matrimonio costituiscono un importante nucleo narrativo del romanzo.
- Bunty Blades: la moglie di Clifford, oggetto del desiderio di Bruce.
- Shirley: La sorella di Carole ed una delle amanti di Bruce.
- Tom Stronach: Il vicino di Bruce, un modesto calciatore sul viale del tramonto.
- "Lexo" Setterington e "Ghostie" Gorman: Due criminali di Edimburgo.
- "La Bestia": il vero padre di Bruce, un folle assassino e stupratore, attualmente in carcere.
- Dottor Rossi: Il dermatologo di Bruce, di evidente origine italiana.

## Trasposizione cinematografica
Nel 2013 esce il film Filth con l'attore James McAvoy nella parte di Bruce Robertson.

## Collegamenti con altre opere
Come in tutti i romanzi di Welsh ambientati a Edimburgo, anche ne Il lercio sono citati numerosi personaggi presenti in opere precedenti o successive dello stesso autore: Ray Lennox sarà infatti il protagonista del successivo Crime, mentre Clifford Blades, detto "Bladesey", amico, fratello di loggia e compagno di bevute a cui Robertson rovina il matrimonio senza apparentemente altri motivi che il divertimento procuratogli dalle manipolazioni psicologiche che il poliziotto chiama "giochini", ricomparirà in Godetevi la corsa come uno dei taxisti colleghi del protagonista Gas Terry Lawson.
Amanda Drummond, la collega-antagonista di Robertson, sarà a sua volta citata in Godetevi la corsa: in quest'opera, ambientata circa quindici anni dopo Il Lercio, la Drummond è diventata una rispettata sergente ispettore specializzata in casi di violenza domestica e contro le donne ed è proprio per questa sua fama di poliziotta rigorosa e incorruttibile che Gas Terry Lawson sceglie di spedire a lei, in forma anonima, il diario di Jinty Magdalen che testimonia gli abusi e le violenze a cui erano quotidianamente sottoposte le ragazze che, come Jinty, lavoravano nella sauna-bordello di proprietà del boss malavitoso Victor detto Il Ricchione.
Tra i criminali abituali di Leith il sergente Robertson cita più volte Francis Begbie, protagonista di Trainspotting , Porno e Morto che cammina, e i fratelli Doyle, personaggi secondari di Colla.
Riguardo a Begbie si rivela anche che ha due fratelli di nome Joseph e Sean, pur essi coinvolti in attività illegali anche se Francis viene definito da Robertson "il peggiore. Cattivo come pochi", nel successivo Colla sarà invece citato di sfuggita un fratello di Francis senza specificarne il nome e dicendo solo che i due hanno fattezze quasi identiche, anche Robertson del resto sostiene che i tre "sembrano tutti uguali".
Passando in rassegna un elenco di tossicodipendenti e "bastardi da stadio o disco", il protagonista fa i nomi di Simon Williamson (il nome di battesimo di Sick Boy, di cui non si cita qui il soprannome) e Spud Murphy, altri due protagonisti di Trainspotting, Porno e Morto che cammina, curiosamente non compare invece il nome di Mark Renton mentre vi sono quelli di Johnny Swan, eroinomane e spacciatore presente in Trainspotting, e Juice Terry, che altri non è che Gas Terry Lawson, protagonista di Colla e Godetevi la corsa e personaggio importante di Porno: in questo caso non è stato infatti tradotto il soprannome Juice, che negli altri romanzi è reso in italiano con Gas e si riferisce al primo lavoro di Lawson come venditore ambulante di bibite.
In un grottesco episodio narrato da Maisie, tenutaria di un bordello, a Robertson e che vede protagonista un ex sindaco di Edimburgo viene citato Alec Connolly, etilista e ladro da appartamenti che sarà un personaggio secondario importante di Colla e comparirà anche in Godetevi la corsa.
Durante la visita in ospedale al collega Andy Clelland, che ha appena tentato il suicidio, Robertson nota un'attraente infermiera che indossa dei collant neri con la cucitura che sale lungo il dietro della gamba: un'infermiera con un identico modello di calze verrà incontrata anche da Terry Lawson, protagonista di Godetevi la corsa, in visita al padre moribondo.
Inveendo contro un anziano poeta bohemienne in un ristorante, il sergente Robertson esclama:
```
"Perciò sarebbe questa che chiamano arte oggigiorno? Oppure qualche pezzalculo periferico che scrive dei romanzi su tutte le droghe del cazzo che si son fatti lui e i suoi amici teppisti. Sicuro, lui adesso mica sta più con loro, lui abita nel sud della fottuta Francia o in un posto del genere tirando per il culo tutti questi cagoni di fighette di sinistra convinti che lui è una specie di artista del cazzo...
"
[
4
]
```

il passo può essere letto come una descrizione autoironica di Welsh stesso e ne richiama uno analogo del successivo I segreti erotici dei grandi chef in cui il protagonista Danny Skinner, di fronte a una sua amante che gli chiede perché nella sua vasta biblioteca non vi sia traccia di letteratura scozzese risponde che se desiderasse racconti di sbronze o di abusi di droghe conditi da innumerevoli parolacce gli basterebbe uscire di casa.